# Gérard Raulet

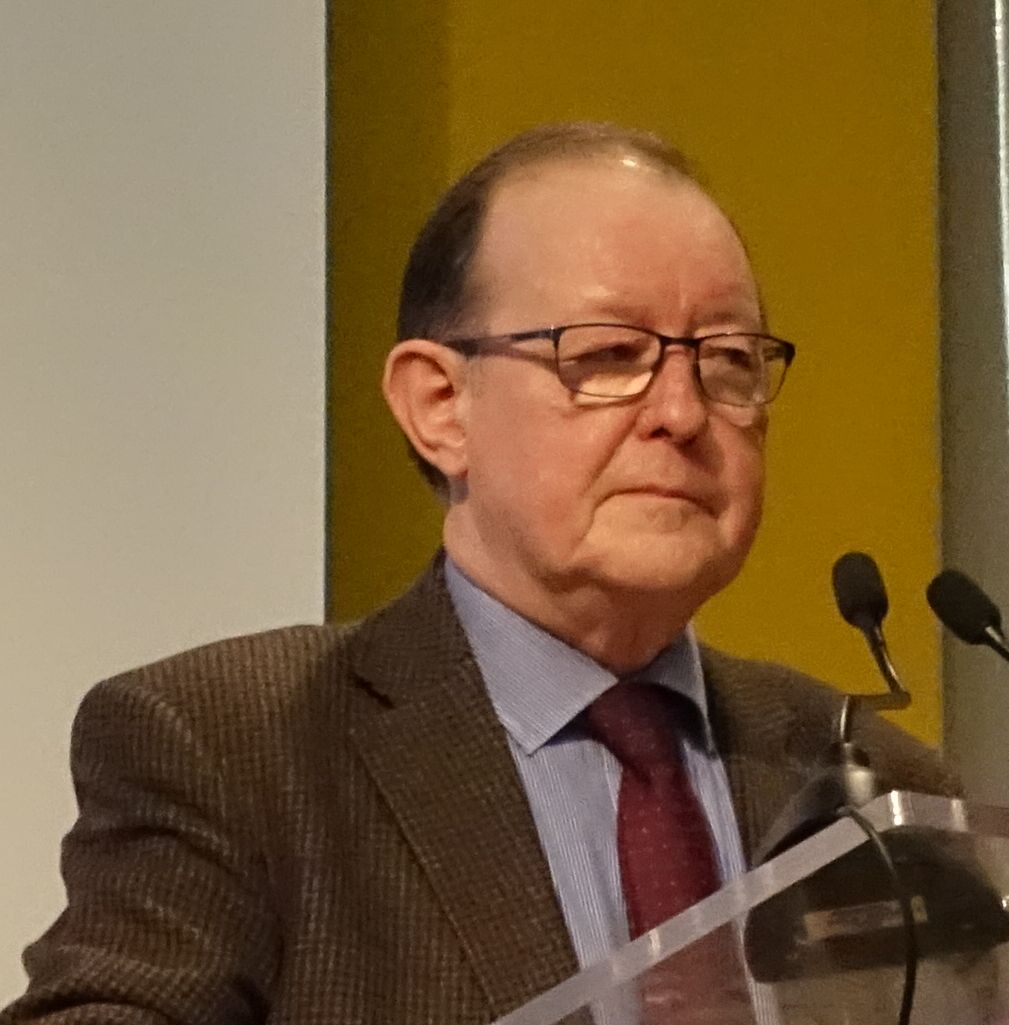
Gérard Raulet (2018)

Gérard Raulet (* 9. August 1949 in Epernay, Département Marne) ist ein französischer Philosoph, Germanist und Übersetzer.

## Leben
Gérard Raulet studierte bis 1969 an der École normale supérieure Lettres et sciences humaines in Saint-Cloud, ist ausgebildeter Deutschlehrer (agrégé d’allemand 1973), promovierte 1981 in Philosophie an der Universität Paris IV und habilitierte sich 1985 an der Universität Paris-Sorbonne (Paris IV).
Seit 1987 unterrichtete er an der Université de Haute Bretagne Rennes 2. Ab 1994 lehrte er an der  Université Paris 12 Val-de-Marne und wechselte schließlich 1997 an die École normale supérieure Lettres et sciences humaines in Saint-Cloud. Von 1981 bis 1999 leitete er an der Fondation Maison des Sciences de l’Homme eine Forschungsgruppe zur Kultur der Weimarer Republik (Groupe de recherche sur la culture de Weimar) und seit 1999 einen Sonderforschungsbereich des Centre national de la recherche scientifique (CNRS) zur zeitgenössischen politischen Philosophie (Philosophie politique contemporaine).
Raulet war assoziierter Forscher am Centre Marc Bloch in Berlin und 2018/19 Senior fellow am  Internationalen Forschungszentrum Kulturwissenschaften der Kunstuniversität Linz in Wien.
Seine Forschungsschwerpunkte sind die deutsche Ideengeschichte und die Philosophische Anthropologie. Raulet veröffentlichte unter anderem Arbeiten über Walter Benjamin, Max Scheler, Ernst Bloch, Max Horkheimer und Karl Marx. Als Übersetzer hat er Werke von Herbert Marcuse, Ernst Bloch und Jürgen Habermas ins Französische übertragen.
Im Februar 2023 ist ihm der Wiesbadener Helmuth-Plessner-Preis zugesprochen worden.

## Veröffentlichungen (Auswahl)
- mit Uwe Steiner (Hrsg.): Walter Benjamin. Ästhetik und Geschichtsphilosophie. Lang, Bern 1998, ISBN 3-906757-49-8.
- mit Hans Manfred Bock und Ilja Mieck (Hrsg.): Berlin-Paris (1900–1933). Begegnungsorte, Wahrnehmungsmuster, Infrastrukturprobleme im Vergleich. Lang, Bern 2005, ISBN 3-906763-53-6.
- mit Guillaume Plas und Manfred Gangl (Hrsg.): Konkurrenz der Paradigmata. Band 4/1 und 4/2. Verlag Traugott Bautz, Nordhausen 2011, ISBN 978-3-88309-670-4 / ISBN 978-3-88309-672-8.
- Republikanische Legitimität und politische Philosophie heute. Westfälisches Dampfboot, Münster 2012, ISBN 978-3-89691-920-5.
- mit Guillaume Plas und Manfred Gangl (Hrsg.): Philosophische Anthropologie und Politik. Band 2/1 und Band 2/2. Verlag Traugott Bautz, Nordhausen 2013, ISBN 978-3-88309-821-0 / ISBN 978-3-88309-823-4.
- mit Guillaume Plas (Hrsg.): Philosophische Anthropologie nach 1945. Rezeption und Fortwirkung. Verlag Traugott Bautz, Nordhausen 2014, ISBN 978-3-88309-891-3.
- mit Marcus Llanque (Hrsg.): Geschichte der politischen Ideengeschichte. Nomos, Baden-Baden 2018, ISBN 978-3-8487-4865-5.
- Das befristete Dasein der Gebildeten. Walter Benjamin und die französische Intelligenz. Konstanz University Press, Konstanz 2020, ISBN 978-3-8353-9122-2.
- Politik des Ornaments. Westfälisches Dampfboot, Münster 2020, ISBN 978-3-89691-054-7.
- Das kritische Potenzial der philosophischen Anthropologie. Verlag Traugott Bautz, Nordhausen 2020, ISBN 978-3-95948-486-2.
- Positive Barbarei. Kulturphilosophie und Politik bei Walter Benjamin 2., korr. Auflage. Westfälisches Dampfboot, Münster 2021, ISBN 978-3-89691-567-2.